# Frederick Henry Marshall
Frederick Henry Marshall (* 1. Oktober 1878; † 9. November 1955) war ein britischer Byzantinist und Neogräzist.
Nach dem B.A. an der Universität Cambridge war er von 1901 bis 1912 Assistent im Department of Greek and Roman Antiquities des British Museum, von 1912 bis 1919 Lecturer in Classics am Emmanuel College der Universität Cambridge. Während des Ersten Weltkriegs leitete er das Amt für Zensur. In den Jahren 1918 und 1919 arbeitete er im Department für unerforschte Sprachen. Von 1926 bis 1943 war er Koraes Professor of Modern Greek and Byzantine History, Language and Literature am King’s College London.

## Schriften (Auswahl)
- The second Athenian confederacy. Cambridge University Press, Cambridge 1905.
- Catalogue of the Finger Rings, Greek, Etruscan, and Roman, in the Departments of Antiquities, British Museum. London, The Trustees 1907.
- Discovery in Greek lands. A sketch of the principal excavations and discoveries of the last fifty years. Cambridge University Press, Cambridge 1920.
- Old Testament legends from a Greek poem on Genesis and Exodus. Edited, with an introduction, metrical translation, notes & glossary, from a manuscript in the British Museum. Cambridge University Press, Cambridge 1925.
- The Greek Theseid. In: Byzantinische Zeitschrift 30, 1929, S. 131ff.